# Jezioro Chotelskie
Jezioro Chotelskie (także Jezioro Komorowskie) jezioro położone na Pojezierzu Kujawskim, w województwie kujawsko-pomorskim, powiecie włocławskim, w gminie Izbica Kujawska.
Jezioro położone jest w rejonie osiedla Chotel, w pobliżu wsi Komorowo oraz Kazanki, w odległości ok. 3 km od Izbicy Kujawskiej.